# 앵귈라의 역사
앵귈라의 역사는 인간 거주의 시작부터 남아메리카 원주민들의 정착, 근대 초기에 영국에 의한 식민지화를 거쳐 현재까지 이어진다. 일련의 반란과 1960년대 독립 공화국으로서의 짧은 기간을 거쳐 앵귈라는 1980년 이후 분리된 영국 해외 영토가 되었다.

## 콜럼버스 발견 이전
앵귈라의 첫 거주민들은 남아메리카의 아메리카 원주민으로 아라와크족이라고 알려진다. 이 원주민들은 뗏목과 쪽배를 타고 앵귈라에 정착 후 낚시, 사냥을 하며 부족을 형성했다. 그 증거로 40개의 아라와크족 마을이 발굴되었으며, 그 중 가장 큰 마을은 하버 섬, 샌디 그라운드, 샌디 힐, 랑데부 베이, 쇼얼 베이 이스트에 존재한다.  이 섬을 아라와크족은 '마리오하나'라고 불렀다. 앵귈라에서 발견된 최초의 아메리카 원주민 유물은 약 기원전 1300년까지 거슬러 올라가고 정착지 유적은 기원후 600년에 밝혀졌다. 빅 스프링스 및 파운테인 케번 국립공원과 같은 장소에서 발견된 종교적 유물과 의식의 잔재들은 아라와크족들이 본질적으로 매우 종교적이었음을 암시한다. 아라와크족은 이후 호전적인 카리브족에 의해 쫓겨났다고 일반적으로 알려져 있지만, 이는 일부 사실관계에 대한 논란이 있다.

## 식민지 시대
유럽인들이 언제 앵귈라를 발견하고 이름지었는지는 시기가 불확실하다. 몇몇은 콜럼버스가 목격했다고 주장한다. 다른 이들은 프랑스 탐험가 르네 굴렌 드 루도니에르가 항해 도중 1564년과 1565년에 발견했다고 말한다.  네덜란드 서인도 회사는 1631년에 섬에 요새를 세웠으나 1633년 스페인 군대의 공격 이후 파괴되어 철수하였다.
앵귈라는 1650년부터 세인트 키츠 섬에서 온 영국 정착민들에 의해 정복되고 식민지화되었다. 지역 의회가 형성되었고, 앤티가섬에 의해 감독되었다. 6년 후, 다른 섬의 원주민들에 의해 공격을 받아 대부분의 남성을 죽이고 여성과 어린이를 노예로 삼기도 했다.  1666년에 300명의 프랑스인이 섬을 공격하여 정착민들을 숲으로 몰아 넣었던 일도 있었으나, 이후 1667년 브레다 조약의 조건에 따라 영국으로 반환되었다. 1년 후인 1688년, 프랑스는 아일랜드와 함께 공격하여 앵귈라의 영국인들을 앤티가섬으로 몰아내었고 그와 더불어 1680년대의 가뭄으로 인해 많은 앵귈라 거주민들이 1694년에 산타크루스섬과 영국령 버진 아일랜드로 이주했다.  그러다가 1724년, 앵귈라의 인구는 360명의 유럽인과 900명의 아프리카 인으로 재건된다. 
1744년, 오스트리아 왕위 계승 전쟁 중 300명의 앵귈라인들이 세인트 키츠 섬에게 지원받은 사략선 2기를 몰고 이웃한 생마르탱의 절반을 침공하여 1748년 엑스라샤펠 조약 때까지 보유한 바 있다.  그 후 1745년, 2대의 프랑스 프리깃이 앵귈라의 크로쿠스 베이에 700명 또는 1000 명의 병력을 상륙 시켰으나 호지 총독 휘하의 민병대 150명에 의해 격퇴되었다.
1796년 11월 27일, 나폴레옹 전쟁 중 프랑스 전함 데키우스와 바일란테는 빅토르 위그의 지휘 아래 랑데부 베이에 400명의 프랑스인을 상륙시켰다.  이들은 사우스 힐과 현 수도 더 밸리의 마을들을 파괴하였지만 앵귈라인들은 샌디 힐 포트 근처의 롱 패스에서 재집결했다. 바튼 선장 아래 세인트 키츠 섬에서 항해한 프리깃 HMS 랩윙이  프랑스 전함들을 격파 할 수 있었고 프랑스의 공격은 다시 실패로 끝나게 된다.
앵귈라를 이전에 노예가 된 아프리카 인을 고용하여 플랜테이션 기반 경제체제로 발전시키려는 시도가 있었으나, 섬의 토양과 기후는 이에 적합하지 않았고 대부분의 농장들은 크게 실패한다. 앵귈라의 인구는 이 때 약 10,000명에서 2,000명까지 떨어진 것으로 추정된다. 1819년에는 유럽인 360명, 노예가 아닌 아프리카인 320명, 노예 2451명이 있었다.  1830년대, 영국은 식민지에서 노예 제도를 폐지했다. 농장주들은 그에 따라 유럽으로 돌아갔지만, 남겨진 자유민들은 농부와 어부로서 앵귈라에서 계속 생계를 유지했다. 1830년대와 1840년대에는 가뭄과 기근이 있었다. 영국 정부는 섬의 전체 인구를 영국령 기아나 (현재 가이아나)의 데메라라 로 이주시키려고 했으나 대부분은 남는 걸 선택했다.  19세기, 섬 중앙에 있는 큰 호수에서 소금이 개발되었고 이는 미국으로 수출되었다. 매년 약 3,000,000 부셸이 생산되었다.  이로 인해 섬의 주요 무역이 형성되었고 소금뿐 만 아니라 설탕, 면화 및 담배 도 생산되었다. 
1871년, 앵귈라는 세인트 키츠 연방에 속하게 되었고, 이듬해 앵귈라는 영국 식민지 사무소에 분리되고 직접적인 통치를 허용해달라고 청원했다. 이 무렵 인구는 3000명으로 증가했다.  1882년에 세인트 키츠 연방에 네비스섬이 추가되었다.  제 1차 세계 대전 시절 인구는 3890명까지 증가했다.  그 무렵 숯 생산이 이루어지며 섬 전체를 탈산림화 시켰으나 이로 인해 확장된 목초지는 소를 세인트 토머스섬으로 수출하게 해주었다. 제3인산칼슘도 생산되었다. 
1951년이 되어서야 앵귈라가 리워드 제도 연방 식민지의 일부인 세인트 키츠-네비스-앵귈라의 영국 식민지 행정부에서 더 큰 발언권을 갖게 되었다. 1958년부터 1962년까지 이 3개 국가는 서인도 연방의 일부였다.

## 현대
1967년 2월 27일, 영국은 세인트 키츠-네비스-앵귈라의 영토에 자체 헌법과 상당한 수준의 자치가 주어지는 "자유 연합"의 지위를 부여했다. 많은 앵귈라인은 세인트 키츠에게 지속적으로 정치적 복종을 하는 것에 대해 격렬하게 반대했고, 5월 30일 ("앵귈라의 날"로 알려짐) 세인트 키츠 경찰은 섬에서 추방되었다.  임시 정부는 미국 행정부를 요청했지만 거절당했다. 1967년 7월 11일 앵귈라의 신생 국가로서의 분리 독립에 대한 국민 투표가 열렸는데, 결과는 분리 독립에 1,813표, 반대 5표로 압도적이었다.  별도의 입법부가 즉시 선언되었고, 피터 아담스는 앵귈라 의회의 초대 의장에 선임된다. 7월 31일 바베이도스에서 8일 간의 협상 끝에 피터 아담스는 앵귈라를 앵귈라-세인트 키츠-네비스 연맹에, 네비스섬이 누리는 것과 유사한 앵귈라만의 제한적 자치권을 부여하는 대가로 다시 합류했다. 피터 아담스는 원칙적으로 이 조약을 지지하는 데에 동의했으나 의회는 이를 거부하여 의장을 피터 아담스에서 롤란드 웹스터로 대체했다. 12월, 영국 의회 의원 2명은 1년 동안 영국 관리가 앵귈라 의회와 함께 기본적인 행정 권한을 행사하는 임시 협정을 체결했습니다. 토니 리가 1968년 1월에 취임하였으나  임기 말까지 섬 정부의 장기적인 미래에 대한 합의는 이루어지지 않았습니다.
1969년 2월 7일 앵귈라는 두 번째 국민 투표를 실시하여 1,739 vs 4의 투표 결과를 통해 세인트 키츠와의 재회에 반대했다. 이 시점에서 앵귈라는 그들을 독립 공화국으로 선언했으며 웹스터는 다시 의장을 역임했다. 새로운 영국 특사 윌리엄 휘틀록이 1969년 3월 11일 새로운 임시 협정에 대한 제안과 함께 도착했다. 그는 빨리 추방되었다.  3월 19일, 2대대, 낙하산 연대, 그리고 40 명의 광역경찰청 경찰이 표면상 "질서를 회복"하기 위해 평화롭게 섬에 상륙했다. 그 해 가을에 군대는 떠나고 육군 기술자들은 공공 사업을 개선하기 위해 투입되었다. 토니 리는 장관으로 돌아와 1971년에 섬 주민들과 또 다른 "임시 협정"을 맺었다.  사실상 앵귈라는 1976년 2월 12일에 처음으로 헌법을 받아 세인트 키츠 네비스에서 탈퇴 할 수 있었다. 1980년 12월 19일이 되어서야 앵귈라가 공식적으로 세인트 키츠와 분리되어 별도의 영국 속국이 되었다.  1983년 세인트 키츠 네비스는 영국으로부터 완전히 독립하였으나, 앵귈라는 여전히 영국의 해외 영토로 남아 있다.
최근 몇 년 동안 앵귈라는 고급 관광지가 되었으며 관광은 경제의 주요 요소 중 하나가 되었다. 낚시는 또 다른 중요한 경제 활동이며 금융 서비스 부문도 개발되고 있다. 앵귈라의 현대 인구는 대부분 아프리카 계이며, 소수는 유럽 (주로 영국인) 조상을 가지고 있다.

## 같이 보기
- 앵귈라
- 카리브해의 역사
- 아메리카의 역사